# Jean-Baptiste Pham Minh Mân
Jean-Baptiste Pham Minh Mân (Cà Mau, 5 maart 1934) is een Vietnamees geestelijke en een kardinaal van de Rooms-Katholieke Kerk.
Pham Minh Mân werd op 25 mei 1965 priester gewijd. Op 22 maart 1993 werd hij benoemd tot bisschop-coadjutor van My Tho; zijn bisschopswijding vond plaats op 11 augustus 1993.
Op 1 maart 1998 werd Pham Minh Mân benoemd tot aartsbisschop van Thành-Phô Hô Chí Minh.
Tijdens het consistorie van 21 oktober 2003 werd Pham Minh Mân kardinaal gecreëerd; hij ontving de rang van kardinaal-priester. Zijn titelkerk werd de San Giustino. Pham Minh Mân nam deel aan de conclaven van 2005 en 2013. Op 5 maart 2014 verloor hij - in verband met het bereiken van de 80-jarige leeftijd - het recht om deel te nemen aan een toekomstig conclaaf.
Pham Minh Mân ging op 22 maart 2014 met emeritaat.